# Бадиньер
Бадиньер (фр. Badinières) — коммуна во Франции, находится в регионе Рона — Альпы. Департамент коммуны — Изер. Входит в состав кантона Бургуен-Жалье-Сюд. Округ коммуны — Ла-Тур-дю-Пен.
Код INSEE — 38024. Население коммуны на 1999 год составляло 418 человек. Населённый пункт находится на высоте от 396 до 550 метров над уровнем моря. Муниципалитет расположен на расстоянии около 440 км юго-восточнее Парижа, 50 км юго-восточнее Лиона, 50 км северо-западнее Гренобля. Мэр коммуны — M. Alain Berger, мандат действовал на протяжении 2001—2008 годов.
Динамика населения (INSEE):